# Jonathan Heap
Jonathan Heap (* 1963) ist ein US-amerikanischer Filmregisseur, Filmproduzent und Drehbuchautor, der 1991 für einen Oscar nominiert war.

## Berufliches
Heap war 28 Jahre alt, als er 1991 eine Oscarnominierung für seinen Kurzfilm 12:01 PM erhielt. Er war Regisseur, Autor und Produzent des Films, in dem ein Mann in einer Zeitschleife gefangen ist, die alle 59 Minuten von vorn beginnt. Zwei Jahre später griff Jack Sholder das Thema erneut in einem Film in Spielfilmlänge unter dem Titel 12:01 Uhr auf. Jonathan Silverman, Helen Slater und Martin Landau waren in den Hauptrollen besetzt. Richard Lupoff, nach dessen Vorlage Heaps Drehbuch zu seinem Kurzfilm entstanden war, und Heap waren ganz und gar nicht einverstanden mit dem Projekt und wollten dagegen vorgehen, beschlossen aber nach umfangreichen Konferenzen mit Rechtsanwälten, sich einem solchen emotionalen Stress nicht weiter auszusetzen und die Sache hinter sich zu lassen. Heap drehte 1993 seinen ersten Spielfilm Im Bann des Zweifels. Der Thriller thematisiert das Schicksal eines wegen Mordes an seiner Ehefrau verurteilten Mannes, der aufgrund der Aussage seiner Tochter verurteilt worden ist. Als er nach 22 Jahren entlassen wird, fürchtet diese, dass ihr Vater sich rächen wolle und flieht mit ihrem Sohn in die Berge. Donald Sutherland spielte diesen Mann, Amy Irving die Tochter. Es folgten weitere Filme, so 1996 der Thriller Todesschwadron aus der Zukunft mit Eric Roberts in der Hauptrolle eines knallharten Polizisten, der an drei Außerirdische gerät, die künftige Täter töten, bevor sie ihre Verbrechen überhaupt begangen haben. Auch der 1997 entstandene Film Virus C.I.A. – In feindlicher Absicht war wiederum ein Thriller, diesmal mit Rob Lowe in der Hauptrolle eines brillanten Hackers.
Der 2002 unter Heaps Regie erschienene Action-Thriller Greenmail – Die Bombe tickt! mit Stephen Baldwin und Tom Skerritt in den Hauptrollen handelt von den terroristischen Aktivitäten eines extremistischen Umweltschützers. Im Zeitraum 2006/2007 inszenierte und produzierte Heap eine Adventure-Reality-Show für Syndication unter dem Titel Destination X TV: Hawaii. Bereits im College hatte Heap ein komödiantisches Improvisationsteam gegründet unter dessen Mitwirkung zahlreiche seiner satirischen Kurzfilme entstanden sind.
Einen weiteren Thriller brachte Heap 2016 mit dem Gruselfilm The Unwilling heraus. Gemeinsam mit David Lipper, der auch die Hauptrolle im Film übernahm und Philipp Morton verfasste Heap das Drehbuch und übernahm die Regie. Nach dem Tod eines Patriarchen taucht während der Testamentsverlesung eine rätselhafte Kiste auf, die die Anwesenden dazu zwingt, lange gehütete Geheimnisse zu offenbaren.

## Filmografie (Auswahl)
– Regie (wenn nicht anders angegeben)
- 1986: The Canned Film Festival (Fernsehserie, 3 Folgen)
- 1988: TerrorVision (Fernsehserie, Folge Final Edition, auch Autor)
- 1991: 12:01 PM (Kurzfilm; auch Produzent + Autor)
- 1993: 12:01 (Drehbuch)
- 1993: Im Bann des Zweifels (Benefit of the Doubt)
- 1996: Todesschwadron aus der Zukunft (Past Perfect)
- 1997: Virus C.I.A. – In feindlicher Absicht (Hostile Intent)
- 2002: Greenmail – Die Bombe tickt! (Greenmail)
- 2006–2007: Destination X TV: Hawaii (Fernsehserie, 13 Folgen; auch Produzent in 7 Folgen)
- 2009: Bed Ridden (Kurzfilm; auch Produzent)
- 2012: Plan B (Kurzfilm; auch Produzent)
- 2012: Scrubbed (Kurzfilm; auch Produzent)
- 2012: Men in a Box (Produzent + Regieassistenz)
- 2012: How to Bang a Brit (Kurzfilm, auch Editor)
- 2014: Facebook Is Not Your Friend (Kurzfilm, Darsteller)
- 2015: Candy Girl (Kurzfilm; auch Produzent + Editor)
- 2016: The Unwilling (auch Co-Produzent + Autor)
- 2017: Potstop (Fernsehserie, Folge Dad’s Dope)
- 2019: Wild Sunflower (Kurzfilm)

## Auszeichnungen
- 1991: Oscarnominierung gemeinsam mit Hillary Anne Ripps für und mit dem Film 12:01 PM in der Kategorie „Bester Kurzfilm“
- Oregon International Film Awards, US 2016: Gewinner des Festival Awards gemeinsam mit David Lipper, Julia Verdin und Philip Morton für und mit dem Film The Unwilling in der Kategorie „Beste erzählte Geschichte“